# Змајеве дечје игре
Змајеве дечје игре је један од највећих фестивала за децу у Србији. Назван је по Јовану Јовановићу Змају, родоначелнику и једном од најпознатијих српских песника и писаца дечје књижевности. Одржава сваке године у јуну у Новом Саду, главном граду српске покрајине Војводине, док се у децембру, у истој организацији, одржавају Змајдани, манифестација која се приређује у част рођења Јована Јовановића Змаја.
Први фестивал је одржан у јуну 1957, под именом „Фестивал дечје поезије, драме и луткарског позоришта“. Његов организатор је Матица српска у Новом Саду, а 1969. године, назив је промењен у „Змајеве дечје игре“.
Основна идеја фестивала је да окупи писце, илустраторе, критичаре, издаваче, уреднике и читаоце књижевности за децу из Србије и шире. Змајеве дечје игре имају свој магазин „Детињство“, а поштоваоци и аутори дечје литературе окупљају се у Змај Јовиној улици 26.
Сваког јуна по неколико дана, игре за децу, концерти показују окупљену децу из Новог Сада и његове околине у Змај Јовиној улици, главној улици у Новом Саду.
Садашњи директор Змајевих дечјих игара је књижевник Поп Д. Ђурђев.